# Bova Marina
Bova Marina er en by i Calabrien, Italien med 4.129 (2023) indbyggere.